# Anne Grall
Anne Grall  es una comediante y activista francesa y una de las fundadoras del Greenwashing Comedy Club, un grupo de cómicos monologuistas que desde el año 2020 tratan de temas ambientales, el feminismo, la pobreza, la discapacidad y los derechos LGBTQ+.

## Trayectoria
Anne, que anteriormente había trabajado en el ámbito financiero, cree que en una sociedad impulsada por el entretenimiento, se puede cambiar la forma de pensar de las personas e influir en sus hábitos a través del humor. Quiere una escena inclusiva en la que todo el mundo se sienta bien y donde no siempre reciban los mismos, abordando diversos temas y transmitiendo mensajes constructivos.

## Reconocimientos
En 2023, fue incluida en la lista de las 100 mujeres más influyentes del año por la BBC.